# Stanisław Hieronim Koziebrodzki
Stanisław Hieronim Koziebrodzki herbu Jastrzębiec (zm. w 1751 roku) – stolnik trembowelski w latach 1744-1746, podstarości halicki w latach 1742-1750, łowczy halicki w latach 1737-1744, pisarz grodzki halicki w latach 1727-1737, pisarz grodzki nowogrodzkosiewierski w 1723 roku.
Sędzia kapturowy ziemi halickiej w 1733 roku.